# Wieruchów
Wieruchów – wieś w Polsce położona w województwie mazowieckim, w powiecie warszawskim zachodnim, w gminie Ożarów Mazowiecki. Ma status sołectwa.
W czasie kampanii wrześniowej stacjonowała tu 152 Eskadra Myśliwska.
Wieś szlachecka Wierzuchowo Wielkie położona była w 1580 roku w powiecie warszawskim ziemi warszawskiej województwa mazowieckiego. W latach 1975–1998 miejscowość administracyjnie należała do województwa warszawskiego.
Według stanu w 2021 sołectwo liczyło 243 mieszkańców.

## Urodzeni w Wieruchowie
- Karol Boromeusz Hoffman – polski  polski pisarz polityczny, historyk, prawnik, wydawca, malarz i mason, członek Poznańskiego Towarzystwa Przyjaciół Nauk[10].